# Kazimierz Słupecki

Herb Rawicz

Kazimierz Słupecki herbu Rawicz (Rawa) (ur. 4 marca 1782 w Zakroczymiu, zm. 12 grudnia 1832) – generał brygady, uczestnik powstania listopadowego.

## Życiorys
Syn Tomasza. Służbę w wojsku rozpoczął 7 grudnia 1806. 20 grudnia tego samego roku został podoficerem. 5 stycznia 1807 mianowany podporucznikiem, następnie 10 lutego 1807 porucznikiem. Brał udział w oblężeniu Grudziądza w 1807 roku. 30 grudnia 1807 został kapitanem, 20 czerwca 1817 podpułkownikiem. Od 18 października 1820 pułkownikiem. 
Wchodził w skład Komisji Rządowej Wojny, jako przedstawiciel Komisariatu Ubiorczego. W 1830 został nagrodzony Znakiem Honorowym za 20 lat służby.
W czasie powstania listopadowego mianowany generałem brygady. Służył w 2 Pułku Piechoty Liniowej do 27 grudnia 1830.
Został pochowany w Jasieńcu.

## Życie prywatne
Poślubił Wiktorię Lafontaine (zm. 1835), córkę Franciszka Leopolda Lafontaine, polskiego chirurga francuskiego pochodzenia.